# Carelles
Carelles település Franciaországban, Mayenne megyében. Lakosainak száma 254 fő (2022. január 1.). Carelles Levaré, Colombiers-du-Plessis, Montaudin, Saint-Berthevin-la-Tannière és Saint-Denis-de-Gastines községekkel határos.

## Népesség
A település népességének változása:
| Lakosok száma | 538  | 387  | 358  | 301  | 268  | 263  | 267  | 269  | 269  | 254  |
|               | 1968 | 1982 | 1990 | 2006 | 2013 | 2015 | 2017 | 2019 | 2020 | 2022 |